# Dębostrów
Dębostrów (en allemand Damuster) est un village de la Voïvodie de Poméranie occidentale, Powiat de Police, Gmina Police, en Pologne.
Le village de Trzebież se situe en Poméranie occidentale, à 7 km de la Vieille ville de Police.

## Nature
- Wkrzańska Naturalité

## Villes importantes proches
- Police (Pologne)
- Nowe Warpno
- Szczecin

## Galerie

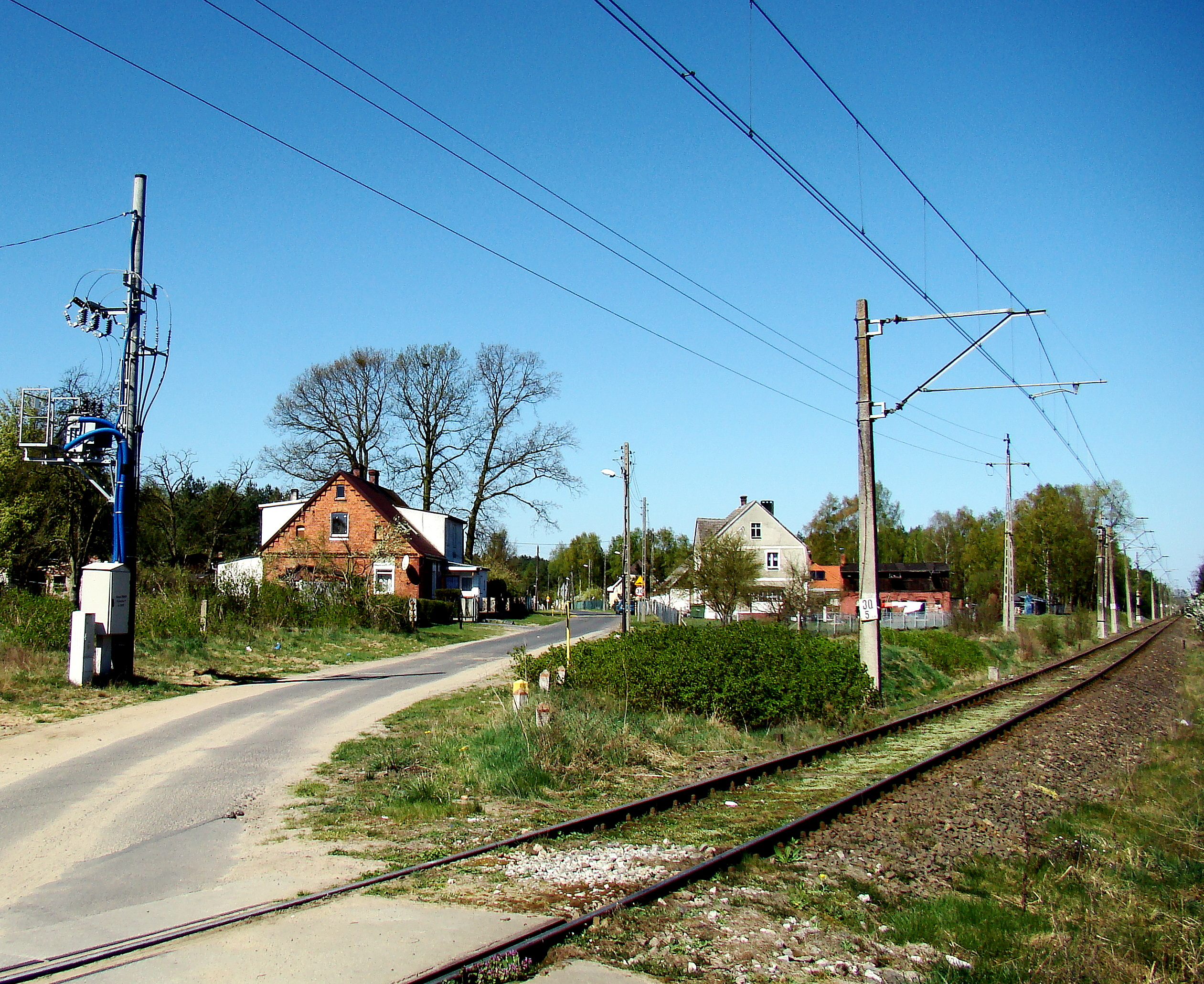
Dębostrów.
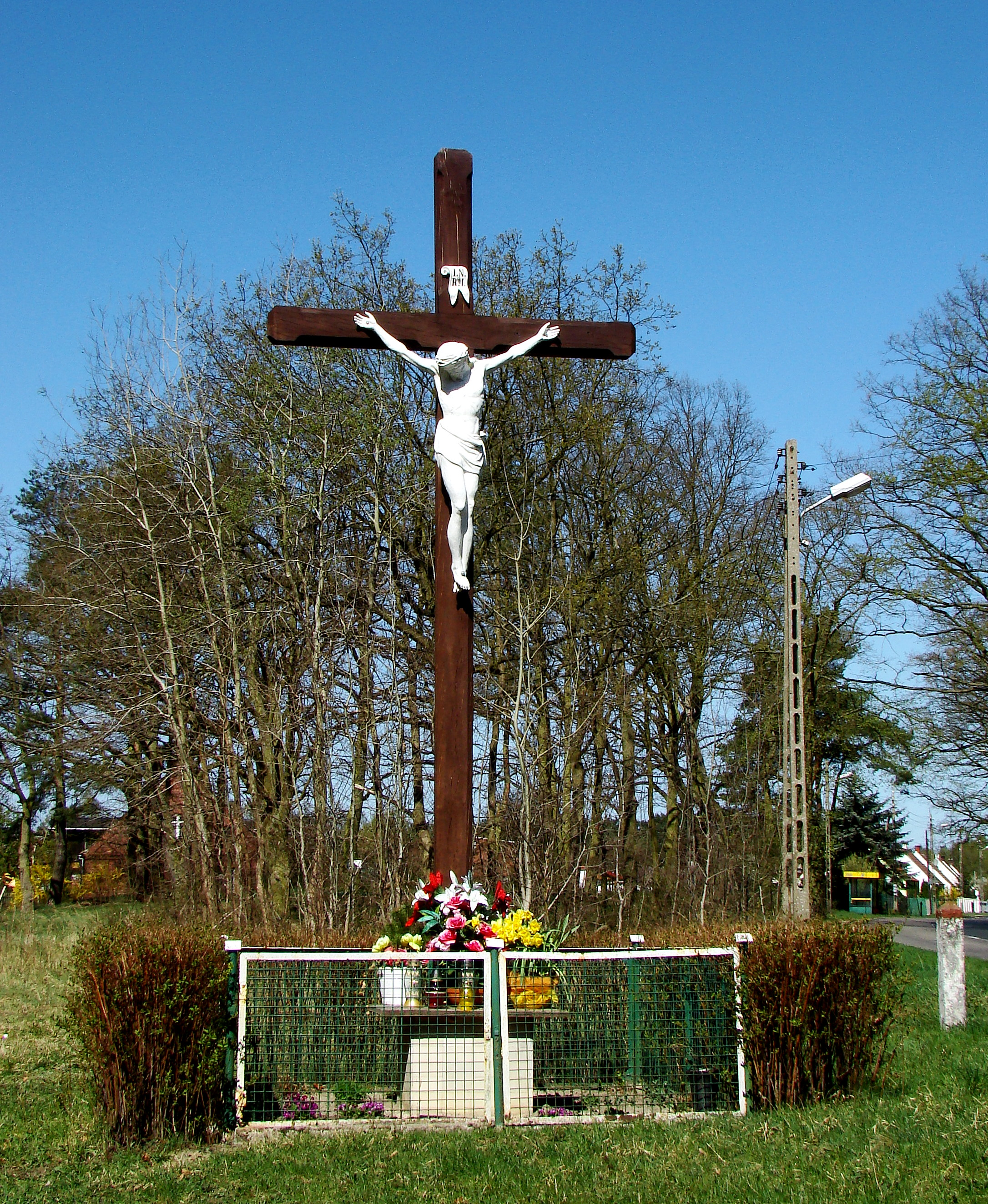
Dębostrów, Croix latine.